# گره سفید

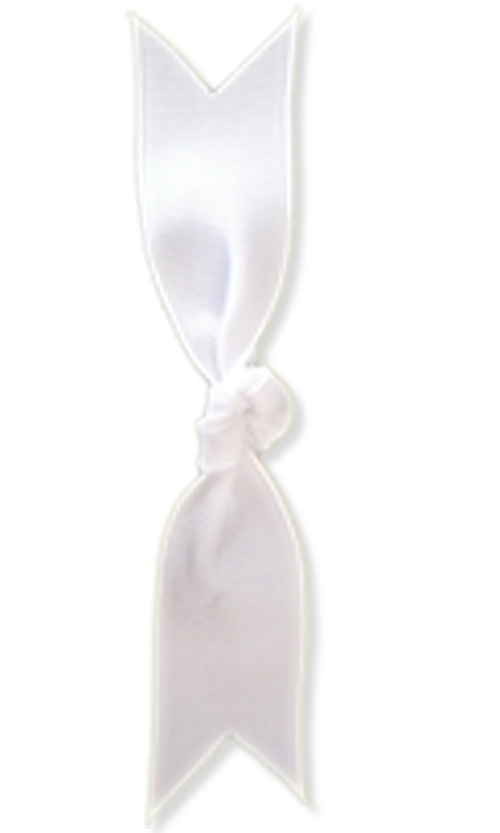
نماد گره سفید

گره سفید (انگلیسی: White Knot) نمادی برای حمایت از ازدواج همجنس‌گرایان در کشور ایالات متحده آمریکا می‌باشد. گره سفید ترکیبی از دو نماد است. رنگ سفید که نماد ازدواج است و بستن یک گره که نماد حمایت از ازدواج همجنس‌گرایان است. گره سفید به وسیله افراد مشهور زیادی در انظار عمومی بکار رفته است تا نشان دهندهٔ همبستگی با همجنسگرایان باشد. این نماد در نوامبر ۲۰۰۸ توسط «Frank Voci» ایجاد شد که واکنشی به تصویب همه پرسی پیشنهادی کالیفرنیا ۸ در ایالت کالیفرنیا بود.